# 完美音浪
《完美音浪》是由探戈遊戲工作室开发，貝塞斯達軟件发行的一款节奏动作游戏。在2023年1月25日的Xbox & Bethesda开发者直面会上初次公布，并立即发售，登陆Windows（包括Steam、Epic Games Store与Microsoft Store）和Xbox Series X/S平台。PlayStation 5版本已在2024年3月19日发售。這是探戈遊戲工作室在微軟時期發佈的最後一款遊戲，隨後韓國遊戲開發商魁匠團宣佈收購該工作室與《完美音浪》IP，不過工作室之前的所有IP作品包括本作，全歸微軟所有（發行商依舊是貝塞斯達軟件）。
在游戏中感受节拍，扮演想成为摇滚巨星的阿茶，和他凑起的杂牌军一起用喧闹的节奏战斗来反抗邪恶科技大企业。《完美音浪》中亦包含了来自现实乐队黑鍵和九寸釘的授权音乐。

## 遊戲玩法
《完美音浪》是一款節奏動作遊戲，主角阿茶以及他的敵人，還有部分環境會隨著節拍行動。不需要完全按照節奏進行攻擊，因為戰鬥動作會自動與音樂同步，但如果在正確的時機按下按鈕，玩家可以在戰鬥中獲得更高的傷害輸出，還能透過不同組合技的終結技而造成額外的傷害。至於招架的動作則是能夠讓玩家在正確的時機按下按鈕來抵銷敵人的攻擊。除了戰鬥的動作機制外，還有節奏小游戲的元素，玩家可以透過畫面中的呼喚和響應的提示，或是根據畫面提示的節奏順序按下按鈕。
遊戲有多個線性關卡，代表著范德雷公司的各個部門。每個部門都有各自特定的音樂風格，阿茶也會因此進行不同類型的頭目戰。
除了戰鬥之外，該遊戲還具有一些平台遊戲的要素，以及用於解開新動作、能力和額外物品的升級系統，這些除了裝備外，還能透過戰鬥中獲得的貨幣或是通過探索關卡購買。永久提升生命值和特殊量表也作為收藏品分階段出現。
完成遊戲後，就能解鎖獎勵功能，例如能夠重新遊玩過去的關卡以及進入以前無法開啟的區域、並增加新的難度以及節奏塔模式，這是一個類似惡魔獵人系列的血宮模式的生存模式。

## 故事大綱
阿茶是一名夢想成為搖滾明星的25歲男子，他來到范德雷園區自願參加阿姆斯壯計畫：這是一項可以更換成神經機械肢體的試驗計畫。園區是一個巨大的工業城市，歸范德雷科技公司所有，並由他們公司的機器人負責維護。公司執行長卡爾·范德萊（Kale Vandelay）並不知道阿茶是誰，反而私下秘密指定阿茶擔任公司廢物管理的垃圾收集員。
當阿茶準備接受替換他身上殘廢手臂的手術時，他的音樂播放器不小心被卡爾扔到一邊，然後因緣巧合下掉在了他的胸前，也讓負責操作手術機台的機器人陰錯陽差下將音樂播放器與阿茶的身體結合在一起，讓他可以因此感受到自己與環境間產生的音樂的聯繫，還能感知到這個世界中持續不斷的節拍。
由於這個突發的意外，阿茶因此被認為缺陷品，這導致范德雷公司的機器人保全部隊去襲擊他。於是阿茶使用了他新義肢中專為收集垃圾用的電磁棒，讓他獲得一個形狀像是電吉他的臨時近戰武器進行反擊，在成功擊退保全部隊後，阿茶試圖要逃跑時，遇到了一隻名叫808的機器貓，並得到了一名神秘駭客的幫助，駭客透過808與他進行交流。兩人最後在城市深處的一個祕密基地相遇，這位女駭客自稱是小薄荷，並表示如果阿茶願意幫助她調查阿姆斯壯計畫背後的陰謀，她就願意幫助阿茶找到離開范德雷園區的方法。兩人也因此勉強組成搭檔。
很快，阿茶就幫助小薄荷獲得進入范德雷系統的修改權限，並發現了名叫光譜系統的AI系統，這是一種人工智慧系統，它使用范德雷公司的人體植入物作為精神控制的後門。兩人於是制訂一項計劃，那就是從公司的每位高層中獲取密鑰以便侵入系統關閉光譜系統。兩人實行計畫的過程中也招募了一群盟友，包括對公司目前狀況心懷不滿的前研發負責人馬卡龍以及他名下部會看場合的心理機器人CNMN（發音為肉桂），並設法說服公司安全部門負責人寇西嘉加入他們的計畫。在他們探索范德雷科技公司博物館時，薄荷承認范德雷科技公司的創辦人蘿珊是他的母親，他也是卡爾的妹妹。
當眾人持續追擊最後一目標卡爾時，阿茶和他的盟友們遇到蘿珊並發現她遭到卡爾控制，他們也因此被卡爾抓住。卡爾此時表明他要利用阿姆斯壯計畫，控制使用者並讓他們購買更多范德雷公司的產品。阿茶將他的盟友們從陷阱中解救出來，並帶領他們與卡爾進行了最後的戰鬥。最後卡爾被擊敗，他們也順利關閉了光譜系統。
事後，蘿珊重新就任范德雷科技公司的執行長，並向小薄荷以及阿茶提供新的職位，還讓馬卡龍以及寇西嘉回復原職，阿茶則被任命為阿姆斯壯計畫的大使。在最後的場景，阿茶一邊練習吉一邊與其他人聚在一起看著夕陽。
在主線完結後額外增加的章節中，小薄荷通知其他成員說她在范德雷園區發現到光譜系統發出的信號，於是阿茶對園區進行探索並發現了幾個含有加密數據的隱藏房間。小薄荷將數據進行解密，並引導阿茶來到一個地下設施，其中竟然有以卡爾的形式出現的光譜系統AI。原來這些發出的信號是一個陷阱，是要引誘他人進入該設施以重新啟動光譜系統。但因為有一台清潔機器人不小心拔掉電源線，系統也因此被關閉。最後阿茶宣布解決問題，並留下一張紙條警告他人不要觸摸插頭。

## 開發經過
2022年3月接受《Fami通》的訪問時，探戈遊戲工作室創辦人兼執行製作人三上真司提到，他希望公司探索非生存恐怖遊戲類遊戲，並藉此培養年輕的遊戲創作者。他還提供了關於他們下一部遊戲的第一個暗示，也就是指出《邪靈入侵2》的導演約翰‧強納斯的下一部遊戲將與恐怖的內容完全相反。
強納斯後來描述《完美音浪》是“很久很久以前”他腦海中的“夢想的遊戲”。2017 年，在他完成《邪靈入侵2》的工作後，他將遊戲暫時命名為Mikami，之後他的小團隊做出一個內部的遊戲演示，以便向貝塞斯達的高層推銷該遊戲。至於遊戲的靈感則來自電影《活人甡吃》（2004）以及電影導演艾德格·萊特的其他作品。
《完美音浪》與《鬼線：東京》於2018年同步投入製作，作為貝塞斯達戰略的一部分，本作開發過程全部保持沉默，沒有對外公開宣布。這在一定程度上也是為了避免玩家的懷疑以及產生不切實際的期望，而且也是因為本作的標題對於開發商以及發行商而言都會是一個很大的偏離。在微軟收購貝塞斯達之後，銷售人員表示Game Pass或許可以提供解決方案，它可以降低玩家想要遊玩本作的門檻，並且也能讓遊戲透過口耳相傳而讓玩家產生興趣。
《完美音浪》於2023年1月25日「Xbox與貝塞斯達的小型發表會」上初次亮相並直接發售。儘管遊戲標題以及圖示在發表會前一天就已經在網路上被人洩漏，但本作推出的本意正是為了給人帶來驚喜。在發表會上推出預告片和一些遊戲畫面後，探戈遊戲工作室也同時宣布該遊戲將在同日登陸Windows以及Xbox Series X/S。
2024年2月，有报道称微软正在考虑将《完美音浪》在内的独占游戏发售在竞争对手PlayStation 5以及任天堂Switch平台。同月22日，微软宣布《完美音浪》将在3月29日登陆PlayStation 5平台。

## 音樂
本作的原聲帶由前科樂美作曲家小堀修一，前卡普空作曲家裏谷玲央以及探戈遊戲工作室的音效設計師柳雅俊負責。
《完美音浪》在本作故事中採用了以下樂隊的歌曲，分別是九寸釘樂團的〈1,000,000〉以及〈The Perfect Drug〉、Number Girl的〈Inazawa Chainsaw〉、黑鍵樂團的〈Lonely Boy〉、費歐娜·艾波的〈Fast as You Can〉、超凡樂團的〈Invaders Must Die〉、The Joy Formidable的〈Whirring〉、Wolfgang Gartner的〈Wolfgang's 5th Symphony〉，以及Zwan的〈Honestly〉。貝塞斯達軟體也為此在Spotify上創建官方音樂播放清單並放入大部分的歌曲。
此外為了方便直播時能夠不收到YouTube的版權警告，所以玩家可在遊戲選項中將受版權保護的歌曲替換成The Glass Pyramid演奏的曲目。

## 評價
根據匯總媒體網站Metacritic統計，《完美音浪》在發佈時獲得了極高的評價。Windows和Xbox Series X/S版本的平均得分為89。
Video Games Chronicle的Jordan Middler表示《完美音浪》充滿風格和自信，儘管存在重複的關卡設計和一些笨拙的跳躍平台設定，評分為4星（滿分5星）。XboxEra的Jesse Norris讚揚了遊戲的戰鬥方式，認為有進一步的提升，但整個遊戲畫面混亂而難以分辨，在滿分10分的情況下打出了9.5分。Polygon的Diego Argüello稱讚其動畫華麗，宛如遊戲《噴射廣播電臺》般的生動藝術風格也讓人關注。Digital Trends的Giovanni Colantonio稱其為探戈遊戲工作室迄今為止最自信、最時尚、最令人驚訝的項目。

## 外部連結
- 官方网站
- Steam 上的 Hi-Fi RUSH （页面存档备份，存于）